# 蒂内河
蒂內河（法語：Tinée，法語發音：[tine]）是法國的河流，位於該國東南部，河道全長70公里，流域面積705平方公里，發源自濱海阿爾卑斯山脈，流經蒂内河畔圣艾蒂安和蒂内河畔圣索沃尔，河口處在于泰勒。

## 外部連結
- Geoportail.fr （页面存档备份，存于）
- Sandre数据库中的蒂內河